# Federico Mori
Federico Mori (Cecina, 13 ottobre 2000) è un rugbista a 15 italiano di ruolo tre quarti centro e all'occorrenza ala, che gioca per il Bayonne nel Top14.

## Biografia
Nipote di Fabrizio Mori, ex ostacolista italiano, e fratello di Rachele, martellista di alto livello, si avvicinò alla disciplina del rugby all'età di 8 anni, tesserandosi con il Livorno. Al secondo anno di Under-16 entrò a far parte della franchigia giovanile FTGI Granducato Rugby, che riuniva le principali realtà rugbistiche giovanili della città di Livorno; con il Granducato raggiunse due finali nazionali per l'assegnazione del titolo di campione d'Italia Under-16 ed Under-18 e venne convocato dal commissario tecnico Andrew Vilk in nazionale seven, disuptando le Sevens Grand Prix Series.
Nella stagione 2018-2019, con il cartellino presso la società Etruschi Livorno, venne selezionato nell'Accademia FIR “Ivan Francescato”, disputando un campionato di serie A.
Già nazionale Under-17 ed Under-18, dal 2019 al 2020 fece parte del gruppo dell'Italia Under-20 che prese parte ai Sei Nazioni di categoria e al Mondiale in Argentina.
Nella stagione 2019-2020 venne ingaggiato in TOP12 dal Calvisano, venendo scelto dalla franchigia delle Zebre in qualità di permit player per il campionato Pro14 e segnando una meta all'esordio con la squadra zebrata.
Nell'ottobre 2020 venne convocato dal C.T. Franco Smith in nazionale maggiore, debuttando il 23 ottobre nel match di recupero del Sei Nazioni 2020 contro l'Irlanda, subentrando dalla panchina.